# پیکنیت
پیکنیت (به انگلیسی: Pycnite) با فرمول شیمیایی  از مجموعه کانی هاست و صفات فیزیکی و شیمیایی پیکنیت شبیه توپاز است. از کلمه یونانی Puknos یعنی ضخیم گرفته شده‌است. به آهستگی در اسید سولفوریک گرم حل می‌شود. ذوب نمی‌شود. Al2O3:55.4% SiO2:32.6% F:۲۰٫۷٪ با انکلوزیون‌های Fe(3+) , Mg , Cr , Ti برای اولین بار در آلمان شرقی کشف شد و از نظر شکل بلور: بی‌شکل و در رده‌بندی سیلیکات
، از نظر ژیزمان آگرگات بلوری تقریباَ کمیاب است و بیشتر در آلمان شرقی و چک اسلواکی یافت می‌شود.